# Takehara
Takehara (Japans: 竹原市, Takehara-shi) is een stad in de prefectuur Hiroshima, Japan. 
Op 1 maart 2008 had de stad 29.730 inwoners en een bevolkingsdichtheid van 251 inw./km². De oppervlakte van de stad bedraagt 118,30 km².
De stad werd gesticht op 3 november 1958.